# Battaglia del golfo di Riga
La battaglia del Golfo di Riga, combattuta nell'agosto del 1915, fu un'operazione navale della prima guerra mondiale effettuata dalla Hochseeflotte della marina tedesca contro la flotta russa del Baltico nel golfo di Riga. L'obiettivo dell'operazione era distruggere la flotta russa di stanza nel golfo e facilitare la caduta della città di Riga a seguito dell'offensiva tedesca sul fronte orientale. La flotta tedesca fallì i suoi obiettivi e con l'esaurirsi dell'offensiva terrestre preferì ritirarsi; Riga rimase sotto il controllo russo fino al primo settembre 1917.

## Antefatti
All'inizio dell'agosto 1915, molte unità importanti della  Hochseeflotte vennero trasferite nel Baltico per partecipare ad un raid all'interno del golfo di Riga. Gli obiettivi erano la distruzione delle forze navali russe dell'area, inclusa la corazzata Slava e, con il posamine Deutschland, bloccare l'entrata dello stretto di Irbe (accesso meridionale al Golfo di Riga) con un campo di mine. La flotta tedesca era divisa in due squadre, una avrebbe condotto, sotto il comando del viceammiraglio Ehrhard Schmidt, l'assalto alle difese navali del golfo di Riga per fornire supporto all'offensiva terrestre. Questa flotta era composta da sei corazzate pre-dreadnought, 11 incrociatori e 56 cacciatorpediniere. Mentre l'altra, guidata dal viceammiraglio Hipper, avrebbe incrociato nel Mar Baltico cercando di approfittare di una eventuale uscita del grosso della flotta russa dal golfo di Finlandia per annientarla. Quest'ultima era composta da quattro navi da battaglia della classe Nassau, quattro navi da battaglia della classe Helgoland, e i tre incrociatori da battaglia Moltke, Von der Tann, e Seydlitz, oltre al naviglio minore di scorta.

## La battaglia
L'otto agosto fu fatto il primo tentativo di penetrare nel golfo rimuovendo i campi minati di sbarramento, le vecchie corazzate Braunschweig e Elsass controllavano la Slava mentre i cacciamine ripulivano un canale attraverso i campi minati. Il resto della flotta tedesca incrociava nel Baltico per prevenire l'intervento di altre unita della flotta russa. Il sopraggiungere della notte costrinse ad interrompere le operazioni senza che il canale fosse completo e che la posamine Deutschland completasse il minamento dell'ingresso meridionale dello stretto di Moon.
In contemporanea gli incrociatori corazzati Roon e Prinz Heinrich furono inviati per bombardare le installazioni russe sul capo di Säär dell'isola di Saaremaa. Alcuni cacciatorpediniere erano ancorati presso Säär ed uno fu danneggiato dal bombardamento. Il Von der Tann e l'incrociatore leggero Kolberg bombardarono l'isola di Utö.
Il 16 fu compiuto un secondo tentativo, impiegando due unità della squadra di Hipper. Le due navi da battaglia Nassau e Posen, quattro incrociatori leggeri, e 31 torpediniere ruppero le difese del golfo. Il primo giorno dell'assalto, il cacciamine tedesco T 46 fu affondato insieme al cacciatorpediniere V 99. Il 17 agosto, la Nassau e la Posen ingaggiarono la Slava in un breve scambio di artiglieria, che terminò con la ritirata della nave russa, colpita da tre proietti. Dopo tre giorni, i campi di mine erano stati bonificati, ed il 19 agosto la flotta tedesca entrò nel golfo, ma essendo stata comunicata l'attività dei sottomarini alleati nel Golfo, la flotta si ritirò il giorno seguente.
Durante l'operazione, gli incrociatori da battaglia tedeschi rimasero nel Baltico per fornire la copertura da eventuali azioni della flotta russa. La mattina del 19 agosto la Moltke fu silurata dal sommergibile britannico HMS E1; Il siluro fu avvistato dalla nave quando ormai era a soli 183 m di distanza. Senza la possibilità di manovrare fu colpita nel compartimento dei siluri sotto la linea di galleggiamento. L'esplosione danneggiò molti siluri senza che esplodessero le cariche. Otto uomini rimasero uccisi, e 435 t di acqua allagarono la nave. La nave fu successivamente riparata presso i cantieri Blohm & Voss di Amburgo, fra il 23 agosto ed il 20 settembre.

## Ordine di battaglia

### Russia
- Corazzate: Slava

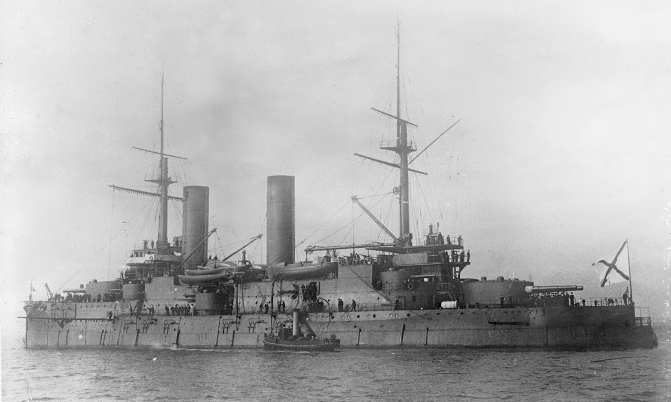
La corazzata russa Slava nel 1915.

- Cannoniere: Grozyashchiy, Khrabry, Sivuch, Koreets
- Posamine: Amur
- Flottiglia di 16 cacciatorpediniere

### Germania
Squadra di Ehrhard Schmidt
- Corazzate:  Braunschweig, Elsaß

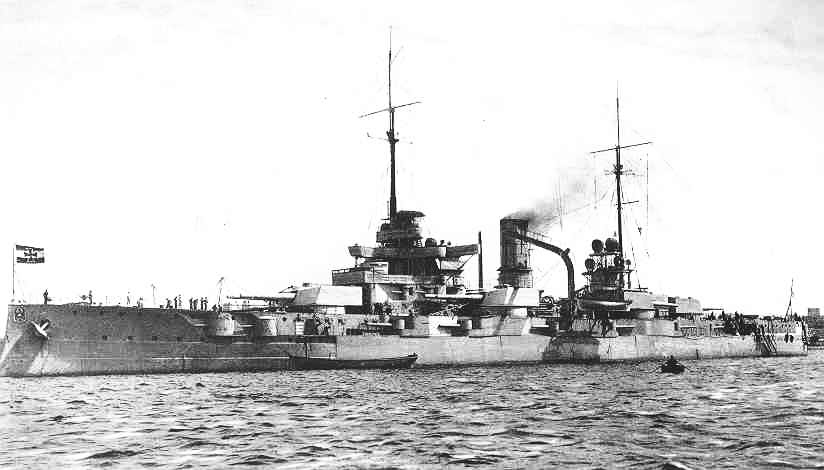
La nave da battaglia tedesca Posen

- Flottiglia di 56 cacciatorpediniere
- Posamine: Deutschland

Squadra di Franz von Hipper
- Navi da battaglia: Nassau, Rheinland, Posen, Westfalen,  Helgoland, Oldenburg, Ostfriesland, Thüringen.
- Incrociatori da battaglia: Moltke, Von der Tann, e Seydlitz
- Incrociatori: Augsburg, Bremen, Graudenz, Pillau